# Guru Har Krishan
Śrī Guru Har Krishan (in pangiabi ਗੁਰੂ ਹਰਿ ਕ੍ਰਿਸ਼ਨ, AFI: [ɡʊruː həɾ kɾɪʃən]; Kiratpur, 1656 – Nuova Delhi, 1664) è stato un mistico indiano, l'ottavo dei dieci guru del sikhismo.

## Biografia

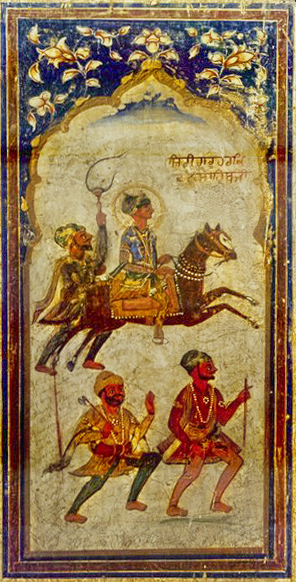
Guru Har Krishan nell'affresco di un tempio sikh

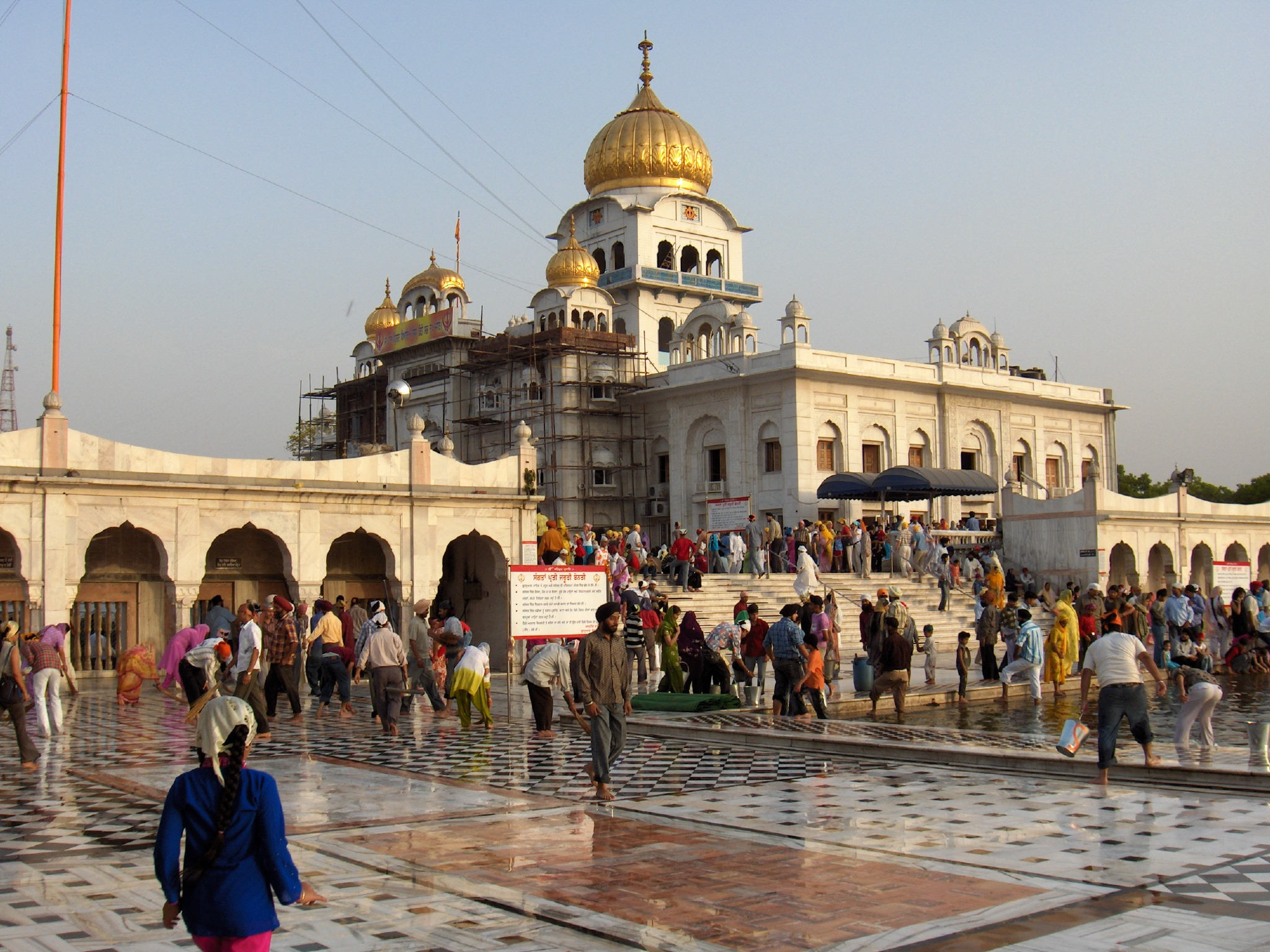
La gurdwara Bangla Sahib a Delhi e il bacino creato da Guru Har Krishan.

Har Krishan non vuole ricordare la divinità indù Krishna, ma si riferisce al potere divino di pulire (Har) di purificare (Krishan era la contrazione di Kar Ishnan che significa "fare un bagno purificatore").
Venne designato da suo padre, Guru Har Rai, a divenire il capo della comunità sikh all'età di cinque anni, la sua maturità spirituale e la capacità di guidare la comunità venne immediatamente messa in discussione. Gli Janam Sakhi (o episodi biografici relativi alla vita dei guru sikh) sostengono che il giovane guru rispondesse con umorismo e saggezza. Ad esempio, ad un brahmano che lo sfidava a mostrare la sua padronanza dei testi sacri, Guru Har Krishan rispose facendo chiamare un sordomuto, che benedisse e questi iniziò spontaneamente a recitare e commentare la Bhagavad Gita.
Chiamato a Delhi dall'imperatore Aurangzeb che era preoccupato dell'importanza e delle potenzialità di sedizione della comunità sikh, Guru Har Krishan ci andò con la sua corte nel 1664; egli aveva allora otto anni. Trovò alloggio alla periferia della città (l'attuale Connaught Place), presso un nobile che posseva una proprietà. In attesa dell'udienza dell'imperatore, Guru Har Krishan venne a sapere che la città era interessata da un focolaio di vaiolo. Fece quindi scavare un bacino di acqua dolce che benedisse, invitando i pazienti ad immergersi nella sua acqua benefica: Il Sakhi Janam dice che le persone che si immersero vennero salvate dalla malattia, ma Guru Har Krishan contrasse il vaiolo e morì rapidamente.
Il bacino, ancora molto popolare, e la Gurdwara annessa, commemorano l'evento e sono parte del complesso Bangla Sahib, un importante luogo di culto sikh nel cuore di Delhi. Su un frontone è scritto: Sri Har Krishan Dhiaie Jis Dithe Sabh Dukh Jae ("la vista di Sri Har Krishan cancella ogni sofferenza").
Prima di morire, Guru Har Krishan disse: « Baba Bakala ». Compresero quindi che avrebbero dovuto cercare il suo successore (baba che significa "maestro") nella città di Bakala, nel Punjab. Ed è qui che trovarono il suo prozio, recluso in meditazione, che diventerà il nono guru come Guru Tegh Bahadur.